# Radio Numéro 1
 (novembre 2015).
Si vous disposez d'ouvrages ou d'articles de référence ou si vous connaissez des sites web de qualité traitant du thème abordé ici, merci de compléter l'article en donnant les références utiles à sa vérifiabilité et en les liant à la section « Notes et références ».
Radio Numéro 1 (précédemment Radio Nohain) est une station de radio française diffusant ses programmes sur la Nièvre, le Cher, le Loiret, l'Allier et en Indre-et-Loire, en DAB+, à Tours.

## Présentation
Radio Numéro 1 s'intitulait Radio Nohain de 1998 à 2013. Originaire de Cosne-Cours-sur-Loire (Nièvre), elle appartient au groupe ISA Media Development, qui comprend aussi notamment les radios locales Radio ISA en Isère, ainsi que N'Radio dans l'Aisne.
Cette radio est principalement axée sur la musique mais elle propose également des informations locales tout au long de la journée. Elle est membre du groupement d'intérêt économique « Les Indés Radios ».

## Identité visuelle

Logo depuis août 2013.

## Diffusion
La modulation de fréquence (FM) permet à Radio Numéro 1 de diffuser ses programmes sur les secteurs d'Aubigny-sur-Nère, Bourges, Cosne-Cours-sur-Loire, Gien et Nevers.